# Dacrydium cupressinum
Dacrydium cupressinum, tradițional copacul rimu, este un conifer peren verde endemic pădurilor din Noua Zeelandă.

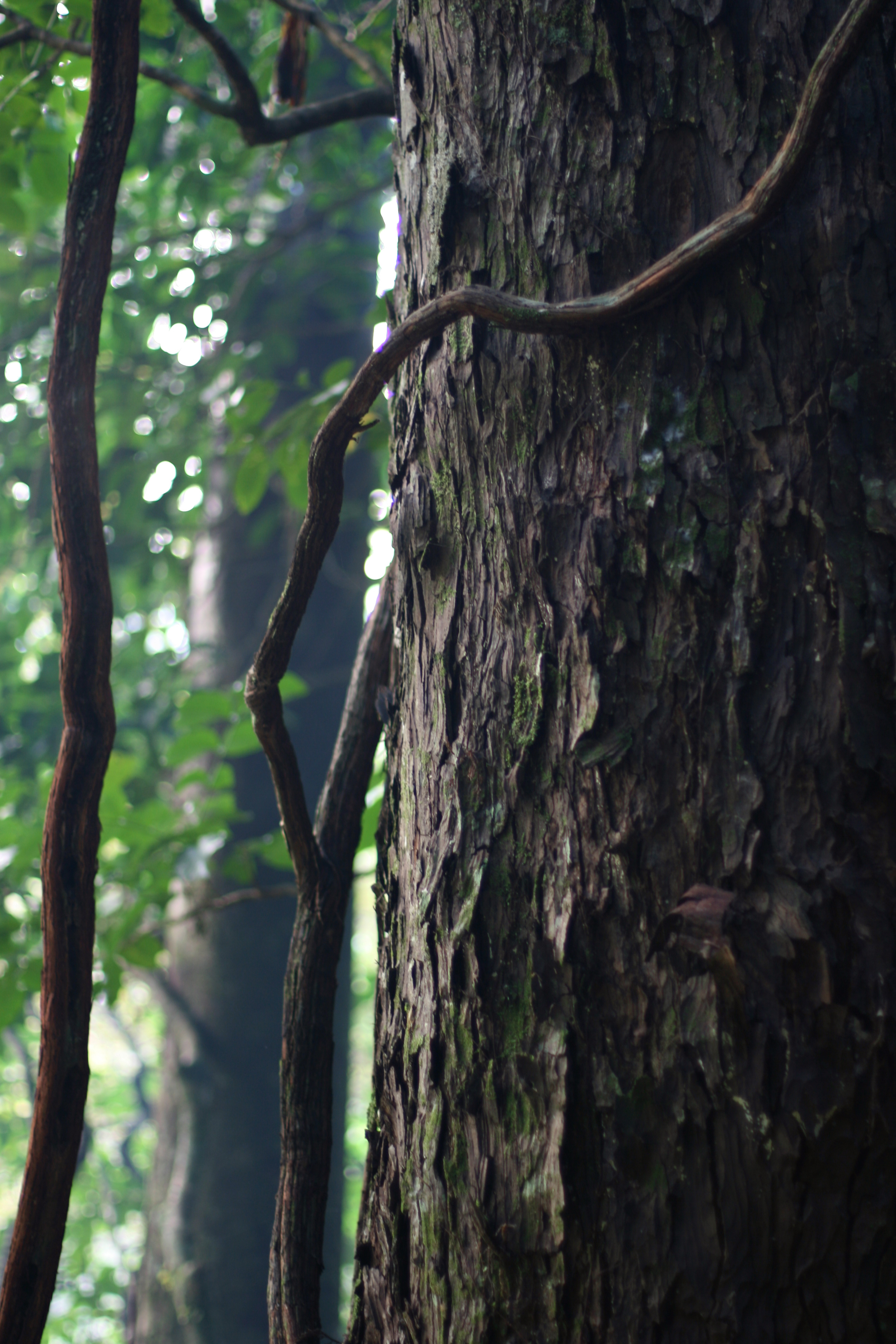
Trunk of a rimu with rata (Metrosideros) vines